# 1851 aux échecs
| Années des échecs : 1848 - 1849 - 1850 - 1851 - 1852 - 1853 - 1854    |
| Décennies des échecs : 1820 - 1830 - 1840 - 1850 - 1860 - 1870 - 1880 |

Cet article présente les faits marquants de l'année 1851 aux échecs.

## Événements majeurs

### Tournoi international de Londres 1851
Adolf Anderssen remporte à Londres le premier tournoi international de l'histoire, devenant ainsi le champion du monde officieux. Howard Staunton, qui a organisé le tournoi, n'est que quatrième,.

#### Quarts de finale
Adolf Anderssen - Joszef Szen 4-2
Howard Staunton - Bernhard Horwitz 4-2
Elijah Williams - James Mucklow 4-0
Marmaduke Wyvill- Hugh A. Kennedy 4-3

#### Demi finale
Adolf Anderssen - Howard Staunton 4-1
Marmaduke Wyvill - Elijah Williams 4-3

#### Finale
Adolf Anderssen - Marmaduke Wyvill 4-2

### Tournoi du London Chess Club 1851
Organisé par le London Chess Club du 28 juillet au 8 août avec la participation de Adolf Anderssen, Karl Mayerhofer, Daniel Harwitz, Frederic Deacon, Lionel Kieseritsky, Bernard Horwitz, Emeric de Szabo, Johann Lowenthal, Auguste Ehrmann, Edward Lowe
.
Prévu comme un Round Robin à neuf joueurs, le tournoi est incomplet mais a vu une victoire indiscutable d'Adolf Anderssen 8,5/9.
Karl Mayerhofer est réputé avoir pris la seconde place.

## Matchs Formels
Henri Buckle - Johann Lowenthal 4-3 (+4 -3 =1) Aout 1851 Londres
Bernhard Horwitz - Henri Bird 9-5 Aout 1851 Londres
Johann Lowenthal - Elijah Williams 9-7 Aout-Octobre 1851 Londres 
Adolf Anderssen - Tassilo Van der Lasa 5-10 novembre 1851 Breslau. 
Howard Staunton - Elijah Williams 6-4 (+6 -4 =3) Novembre 1851 Londres

## Naissances
- Berthold Englisch
- Theodor von Scheve